# Емміян Роберт Жирайрович
Роберт Жирайрович Емміян (вірм. Ռոբերտ Ժիրայրի Էմմիյան, рос. Роберт Жирайрович Эммиян; нар. 16 лютого 1965) — радянський та вірменський легкоатлет, яка спеціалізувався на стрибках у довжину.

## Спортивні досягнення
Учасник двох олімпійських змагань зі стрибків у довжину (1988, 1996) — обидва рази не пройшов кваліфікаційний раунд.
Срібний призер чемпіонату світу (1987).
Фіналіст (4-е місце) чемпіонату світу в приміщенні (1987).
Срібний призер Кубка світу (1985).
Срібний призер Універсіади (1985).
Чемпіон Європи (1987).
Дворазовий чемпіон Європи в приміщенні (1986, 1987). Дворазовий бронзовий призер чемпіонатів Європи в приміщенні (1984, 1990).
Переможець (1987) та срібний призер (1991) Кубків Європи.
Бронзовий призер чемпіонату Європи серед юніорів (1983).
Срібний (1983) та дворазовий бронзовий (1985, 1991) призер чемпіонатів СРСР.
Дворазовий чемпіон СРСР в приміщенні (1986, 1990). Бронзовий призер чемпіонату СРСР в приміщенні (1991).
Дворазовий рекордсмен Європи зі стрибків у довжину — 8,61 (1986) та 8,86 (1987).
Ексрекордсмен Європи зі стрибків у довжину в приміщенні — 8,49 (1987).

## Визнання
- Заслужений майстер спорту СРСР (1987)
- Почесний громадянин Гюмрі (2012)